# Neoaulaxinia
Neoaulaxinia is een geslacht van sponsdieren uit de klasse van de Demospongiae (gewone sponzen). 

## Soorten
- Neoaulaxinia clavata (Lévi & Lévi, 1988)
- Neoaulaxinia persicum Kelly, 2007
- Neoaulaxinia zingiberadix Kelly, 2007